# Bất đẳng thức Bonse
Trong lý thuyết số, bất đẳng thức Bonse, đặt tên theo H. Bonse, liên hệ kích thước của một primorial với số nguyên tố nhỏ nhất không nằm trong phân tích thừa số nguyên tố của nó. Bất đẳng thức phát biểu rằng nếu p1, ..., pn, pn+1 là n + 1 số nguyên tố nhỏ nhất với n ≥ 4, thì
{\displaystyle p_{n}\#=p_{1}\cdots p_{n}>p_{n+1}^{2}.}